# لطش
«اللطش» أو «الرمى» لدى مغني الموال في دلتا مصر، هو فقرة غنائية تجري عادةً في شكل الموال، يضطلع بها مؤديان، كل منهما يأتي بشعر في هجاء الآخر، ويتخذ الهجاء منحى التنافس. وفي «اللطش» يتحدد معيار التميز بقدرة كل منهما على ارتجال الشعر في «الموال» لحظة الأداء الموسيقي الحى على القافية والروى المتفق عليهما، وكذلك الالتزام بوحدة المقام واللحن كلما أمكن.
وينتهي اللطش بين المتنافسين بدخول مغن ثالث يفض التنافس. ويجري هذا بأن يؤدي المغني الثالث موالاًً قصيراً يدعو فيه المتنافسين للصفح والتصالح. ويـُجري موال التصالح هذا في سياق الأداء المستخدم عادةً مع الالتزام بروى وقافية الأداء السائر.

## اقرأ أيضا
- موسيقى مصرية
- موسيقى عربية